# تاکاهیرو شیرایشی
تاکاهیرو شیرایشی (به ژاپنی: 白石隆浩) (متولد ۹ اکتبر ۱۹۹۰ میلادی) قاتل سریالی و متجاوز اهل ژاپن است. او که به قاتل توئیتری شهرت دارد از اوت تا اکتبر ۲۰۱۷، یک مرد و هشت زن (از جمله سه دختر دبیرستانی) را در شهر زامای ژاپن به قتل رسانده‌است.
شیرایشی در شبکهٔ توئیتر افرادی را که تمایل به خودکشی داشتند پیدا می‌کرد و با وعدهٔ کمک به خودکشی یا این‌که همراه‌شان بمیرد آن‌ها را به آپارتمانش می‌کشاند. او به این روش ۹ فرد ۱۵ تا ۲۶ ساله را به آپارتمانش برد و پس از تجاوز (به قربانیان زن) آن‌ها را خفه کرد و اجسادشان را تکه‌تکه کرد. تنها قربانی مرد، دوست پسر یکی از مقتولان بود که شیرایشی برای این‌که لو نرود او را کُشت. شیرایشی در توئیتر با نام مستعار «hangman» فعالیت می‌کرد و در بخش توضیحات حساب کاربریش نوشته بود: «می‌خواهم به افرادی که واقعاً رنج می‌کشند کمک کنم. لطفاً هر وقت دوست داشتید به من دایرکت بدهید.»
آخرین قربانی تاکاهیرو شیرایشی یک زن ۲۳ ساله بود و پلیس زمانی که راجع به قتل او تحقیق می‌کرد به شیرایشی مظنون شد. کارآگاهان پس از بازرسی آپارتمان شیرایشی ۹ سَر بریده شده به همراه تعداد زیادی استخوان دست و پا که در یخدان یا جعبه‌های ابزار چپانده شده بودند پیدا کردند. پس از کشف بقایای اجساد، یکی از همسایه‌های شیرایشی به پلیس گفت که از حدود سه ماه پیش‌تر از آپارتمان مظنون بوی عجیبی به مشام می‌رسیده‌است. بنا به کیفرخواست دادستانی، شیرایشی به یکی از زنان قربانی حدود ۳۶۰ هزار ین (۳۵۰۰ دلار) بدهکار بوده‌است.
در دسامبر ۲۰۲۰ دادگاهی در ژاپن، شیرایشی را به مرگ محکوم کرد. وکلای مدافع او با اشاره به «تمایل کشته‌شدگان به مردن» خواستار تخفیف در مجازات شیرایشی بودند اما دادگاه با استناد به «مقاومت مقتولان در لحظات پیش از مرگ» فرجام‌خواهی را رد کرد.